# Station Whitehaven
Whitehaven is een spoorwegstation van National Rail in Whitehaven, Copeland in Engeland. Het station is eigendom van Network Rail en wordt beheerd door Northern Rail. Het station is geopend in 1847.
Door Whitehaven rijdt de Cumbrian Coast Line van Barrow-in-Furness naar Carlisle; hier dient men over te stappen. Vroeger was Whitehaven echter het eindstation van de Furness Railway en diende vooral voor goederentransport.

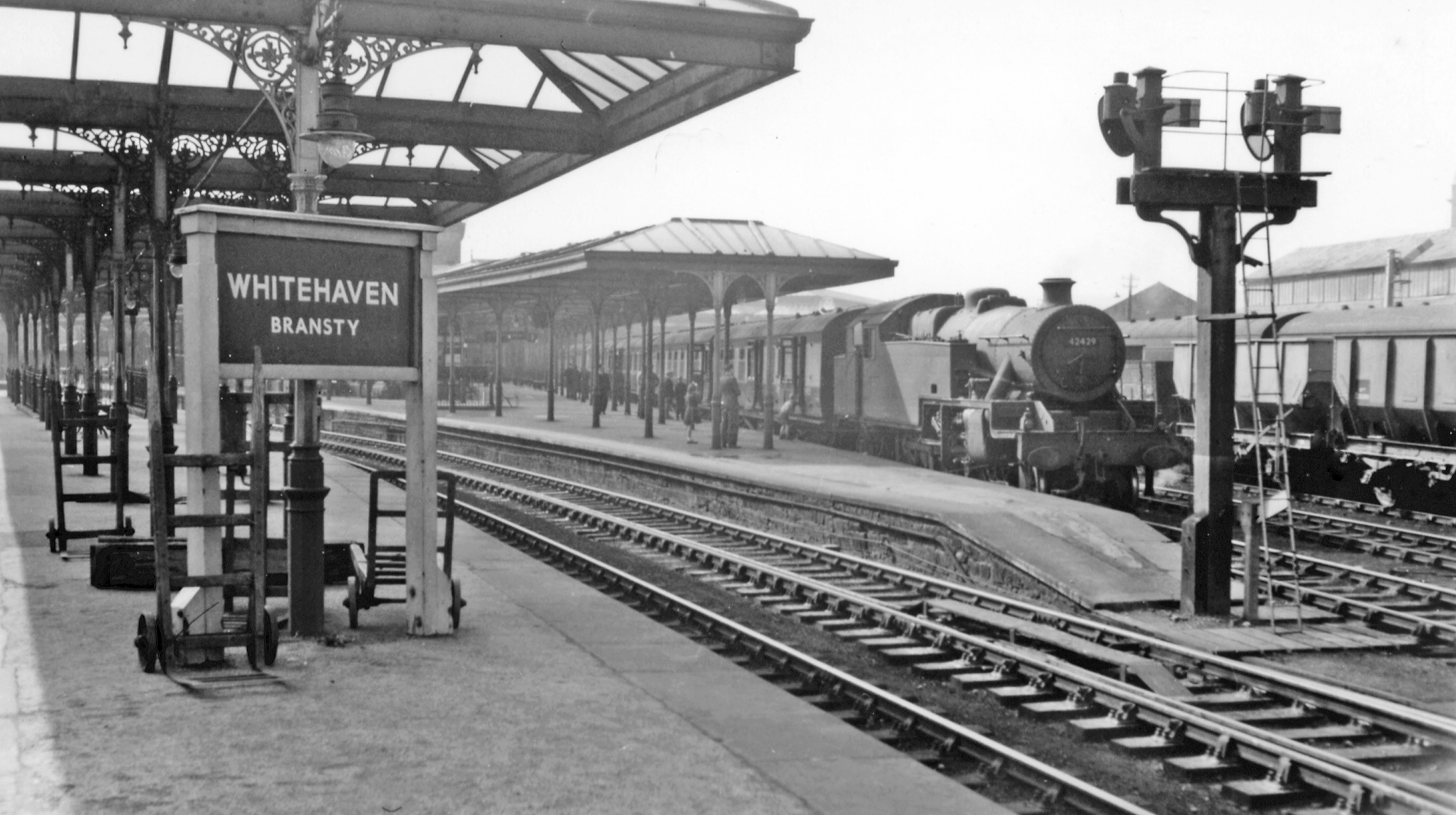
Station Whitehaven, 1954